# Senador La Rocque
Senador La Rocque là một đô thị thuộc bang Maranhão, Brasil. Đô thị này có diện tích 746,738 km², dân số năm 2007 là 18425 người, mật độ 24,67 người/km².